# 日本赤十字社和歌山医療センター
日本赤十字社和歌山医療センター（にっぽんせきじゅうじしゃわかやまいりょうセンター）は、和歌山県和歌山市にある医療機関で、日本赤十字社和歌山県支部が設置する病院である。本院である日本赤十字社医療センター（東京都渋谷区）を除くと、日本国内の赤十字病院群の中で末尾に「医療センター」の名称を付けて運営している総合病院は当院のみである。

## 沿革
- 1905年（明治38年）4月 - 日本赤十字社和歌山支部病院（和歌山市七番丁）として発足。
- 1938年（昭和13年）12月 - 和歌山陸軍病院赤十字病院に指定。
- 1943年（昭和18年）1月 - 和歌山赤十字病院に改称。
- 1945年（昭和20年）

7月9日 - 和歌山大空襲により別館以外を全焼。
11月 - 別館で診療開始。
- 1946年（昭和21年）5月 - 分院（和歌山市砂山）を開設。
- 1956年（昭和31年）5月 - 本館再建。
- 1977年（昭和52年）7月 - 西館完成。
- 1978年（昭和53年）7月 - 腎センター開設。
- 1983年（昭和58年）8月 - 健康管理センター開設。
- 1986年（昭和61年）4月 - 中央診療館・和歌山県赤十字救命救急センター完成。
- 1995年（平成7年）

6月 - 日本赤十字社和歌山医療センターに改称。
7月 - 南館完成。
- 2002年（平成14年）12月 - 地域がん診療拠点病院に指定。
- 2017年（平成29年）
  - 1月13日 - 和歌山市が「常設型和歌山市救急ワークステーション」を開設し、ドクターカーの24時間365日体制を開始[1]。
- 2019年（平成31年・令和元年）
  - 4月1日－全国で14ヵ所の地域がん診療連携病院（高度型）に指定。

## 診療科
- 循環器内科
- 消化器内科
- 糖尿病・内分泌内科
- 血液内科
- 外科
- 小児外科
- 乳腺外科
- 眼科
- 耳鼻咽喉科
- 産婦人科
- 第一小児科
- 第一泌尿器科
- 腎臓内科（血液浄化センター）
- 皮膚科
- 整形外科
- 歯科口腔外科
- 放射線治療科
- 放射線診断科
- 脳神経外科
- 麻酔科
- 呼吸器内科
- 心臓血管外科
- リハビリテーション科
- 脳神経内科
- 精神科
- 形成外科
- 呼吸器外科
- 心療内科
- 第一救急
- 集中治療
- 外傷救急
- 健診（健康管理センター）
- 国際医療救援部

診療協働部門
- 看護部
- 薬剤部
- 検査部
- 医療社会事業部
- 医療技術部

## 医療機関の指定等
- 保険医療機関
- 災害拠点病院
- 労災保険指定医療機関
- 指定自立支援医療機関(更生医療・育成医療・精神通院医療)
- 高度救命救急センター
- 臨床研修指定病院
- 身体障害者福祉法指定医の配置されている医療機関
- がん診療連携拠点病院（高度型）
- 精神保健及び精神障害者福祉に関する法律(昭和25年法律第123号)に基づく指定病院又は応急入院指定病院
- 精神保健指定医の配置されている医療機関
- 生活保護法指定医療機関
- 特定疾患治療研究事業委託医療機関
- 結核指定医療機関
- 指定養育医療機関
- 戦傷病者特別援護法指定医療機関
- 小児慢性特定疾患治療研究事業委託医療機関
- 原子爆弾被害者医療指定医療機関
- 原子爆弾被害者一般疾病医療取扱医療機関
- 地域周産期母子医療センター
- 公害医療機関
- 母体保護法指定医の配置されている医療機関
- 児童福祉法による助産施設(児童福祉法第36条)
- 地域医療支援病院
- 麻酔科標榜医
- DPC対象病院
- 災害対策基本法指定機関
- 和歌山DMAT指定医療機関

## 交通アクセス
- JR和歌山駅もしくは南海和歌山市駅から和歌山バスで「日赤医療センター前」下車。